# 고려말
고려말(러시아어: Корё мар 코료 마르[*]) 또는 중앙아시아 한국어는, 고려인이 사용하는 한국어의 방언으로, 주로 러시아, 우즈베키스탄 등을 포함한 구소련 국가에서 사용된다. 이주자들의 출신지상 동북 방언을 바탕으로 하며, 음운을 제외하면 매우 가깝다. 현재 소수 고령층을 제외한 고려인 거의 대부분이 러시아어를 모어로 사용하며, 고려말은 사실상 소멸위기언어에 속한 상태이다.
육진 방언을 위시한 모든 동북 방언에서 유래되었기 때문에 서로 유사하나, 러시아어의 영향을 받아 차용어가 많은 것은 물론, 음운이 다소 변형되었으며 문법 역시 비교적 간략화되었다.

## 명칭
고려말 화자들은 고려말(корё мар 코료마르[*])을 고레말(коре мар 코레 마르[*]), 고레마리(коре мари 코레 마리[*]) 등으로 부른다. 러시아를 비롯한 구소련 국가에서는 고려말을 코료 마르(корё мар)나 코료 말(корё маль)로 부르는데, 전자는 고려인의 발음에 따른 표기이며, 후자는 한국어 낱말의 의미를 고려한 표기이다.
대한민국에서는 중앙아시아 한국어나 독립국가연합 한국어로 부르기도 한다.

## 역사
1937년 고려인의 강제 이주 후 고려말은 육진 방언을 바탕으로 여러 지역의 동북 방언이 뒤섞여 방언차가 수평화된 코이네 형태로 발전했다. 육진 방언 및 여러 동북 방언을 바탕으로 한다는 점은 옌볜 조선족 자치주에서 사용하는 조선말과 같으나, 고려말은 한국어와 격리되어 일종의 언어 월경지에서 독자적으로 발전해왔기 때문에, 다른 한국어 방언과의 의사소통이 쉽지 않다. 특히나 19세기 이후 한국어의 문어와 구어가 급변하였으나 고려인들은 이로부터 격절되어 고려말은 주로 구어로만 쓰였기 때문에, 동북 방언이 교육 보급 등으로 다소 표준어화를 겪고 있는데 반해 현재에도 옛말을 꽤 보존한다.
구소련 국가에서는 1938년에 모든 한국어 교육을 폐지하였으며, 현재 고려인 거의 대부분은 러시아어가 모어이다. 고려말은 현재, 소수의 고령층만 쓰고 있는 소멸위기언어이다.

## 사용자
2010년 기준으로 러시아에 42,400여 명, 우즈베키스탄에 250,000여 명, 카자흐스탄에 107,000여 명, 2009년 기준으로 키르기스스탄에 8,500여 명, 2012년 기준으로 투르크메니스탄에 1,000여 명이 있는 것으로 알려져 있다. 중앙아시아 이주 시기와 고려인들의 집거 지역에서 살았는지의 여부에 따라 고려말 사용 능력에 차이를 보이는데, 2008년 연구 결과 당시 70세 이상의 노인들은 같은 또래의 노인과는 일상적으로 고려말을, 60대 이하는 일상적으로 러시아어를 썼고, 50대는 초보적으로 고려말을 이해하고 말할 수 있는 수준이나 듣기만 할 뿐 언제나 러시아어를 썼으며 10대는 고려말을 전혀 하지 못했다. 일상적으로 사용하는 언어 및 사용 능력을 표로 나타내면 다음과 같다.
| 구분      | 청자              | 청자                        | 청자      |
| 화자      | 70세 이상         | 60~50대                     | 40대 이하 |
| --------- | ----------------- | --------------------------- | --------- |
| 70세 이상 | 고려말            | 고려말 (러시아어)           | 러시아어  |
| 60~50대   | 러시아어 (고려말) | 러시아어 (초보 고려말 해득) | 러시아어  |
| 40대 이하 | 러시아어          | 러시아어                    | 러시아어  |

## 표기
고려인들은 보통 고려말을 문자로 표기하지 않는다. 소련시절의 고려인들은 문화어 표기법을 따르는 경향이 있었으며, 소련의 붕괴 이후에는 문화어와 표준어 표기법을 모두 쓰고 있다.
원래, 한국어는 한글로 표기되나, 중앙아시아에선 간혹 키릴 문자로도 표기된다. 송 라브렌티 같은 일부 작가들은 한글로 작품을 쓰기도 했다. 1930년대 후반에 정부 기관들과 언어학자들이 로마자 표기법을 도입하려는 움직임을 보였지만, 큰 성과를 내지 못했다.

## 음운
고려말은 동북 방언의 음운적 특징을 가지고 있어 고어적 특징을 보이는 한편 러시아어의 영향으로 더 다양한 음운변화를 겪었고 자모음 체계는 상당히 단순화되었다. 많은 자음들이 러시아어처럼 발음되는데, ㅅ/sʰ~ɕʰ/은 /s/와 /ɕː/로, ㄹ/l~ɾ/은 /r/, /ɫ/, /lʲ/로 발음된다.
또한 고려말에서는 ㅣ(и) 앞에 ㄱ(к)가 올 경우 ㅈ(ч)로 발음한다. 이는 동북 방언의 특징이다.
| 대한민국 표준어 | 대한민국 표준어 | 고려말 | 고려말         |
| 한글            | 러시아어 표기   | 한글   | 키릴 문자 표기 |
| --------------- | --------------- | ------ | -------------- |
| 김치            | кимчхи          | 짐치   | чимчхи         |
| 기름            | кирым           | 지름   | чирым          |

ㄹ(л)은 모든 위치에서 러시아어의 혀를 굴리는 р로 발음한다. 단, 다른 ㄹ이 뒤에 올 경우에는 그렇지 않다.
| 대한민국 표준어 | 대한민국 표준어 | 고려말 | 고려말         |
| 한글            | 러시아어 표기   | 한글   | 키릴 문자 표기 |
| --------------- | --------------- | ------ | -------------- |
| 고려말          | корё маль       | 고레말 | коре мар       |
| 잘              | чаль            | 잘     | чар            |
| 오늘            | оныль           | 오눌   | онур           |
| 닭이            | тальги          | 달기   | тарги          |
| 빨리            | палли           | 빨리   | палли          |

자음 ㄴ(н)과 ㅇ(нъ)이 끝에 올 경우 '이'(й)로 발음한다. 이는 'ㅇ' 받침이 간략화되는 북부 제방언의 특징과 유사하나 고려말에서는 보통 일률적으로 '이' 로 바뀐다.
| 대한민국 표준어 | 대한민국 표준어 | 고려말 | 고려말         |
| 한글            | 러시아어 표기   | 한글   | 키릴 문자 표기 |
| --------------- | --------------- | ------ | -------------- |
| 콩              | кхонъ           | 코이   | кхой           |
| 상              | санъ            | 사이   | сай            |
| 안              | ан              | 아이   | ай             |
| 많이            | мани            | 마이   | май            |

모음에서도 많은 변화가 일어나, ㅏ(а)와 ㅔ(э)를 ㅑ(я)로 발음하며, ㅗ(о)는 ㅔ(э)로 발음한다.
| 대한민국 표준어 | 대한민국 표준어 | 고려말 | 고려말         |
| 한글            | 러시아어 표기   | 한글   | 키릴 문자 표기 |
| --------------- | --------------- | ------ | -------------- |
| 새              | сэ              | 샤     | ся             |
| 나              | на              | 냐     | ня             |
| 떡              | тток            | 떽     | ттэк           |

또한 ㅗ(о)와 ㅡ(ы)를 ㅜ(у)로, ㅣ(и)를 ㅡ(ы)로 발음한다.
| 대한민국 표준어 | 대한민국 표준어 | 고려말 | 고려말         |
| 한글            | 러시아어 표기   | 한글   | 키릴 문자 표기 |
| --------------- | --------------- | ------ | -------------- |
| -고             | -ко             | -구    | -ку            |
| 모른다          | морында         | 모룬다 | морунда        |
| 아프다          | апхыда          | 아푸다 | апхуда         |
| 어딜            | одиль           | 에들   | эдыр           |

러시아어에는 없는 이중모음 워, 와 등의 [w] 발음은 단어의 처음에 올때와 자음 뒤에서는 [v](в)로 발음하며, 모음 뒤에서는 [b](б)로 발음한다.
| 대한민국 표준어 | 대한민국 표준어 | 고려말 | 고려말         |
| 한글            | 러시아어 표기   | 한글   | 키릴 문자 표기 |
| --------------- | --------------- | ------ | -------------- |
| 왔어            | вассо           | 왔어   | вассо          |
| 더웠다          | товотта         | 대벘다 | тэботта        |

모음 축약이 일어나기도 한다.
| 대한민국 표준어 | 대한민국 표준어 | 고려말 | 고려말         |
| 한글            | 러시아어 표기   | 한글   | 키릴 문자 표기 |
| --------------- | --------------- | ------ | -------------- |
| 오이            | ои              | 외     | ве             |

단어의 앞에 파찰음 ㅈ(дж, чх)가 올 경우 ㄷ(т)으로 발음하며, 단어의 중간에 올 경우 д로 발음한다.
| 대한민국 표준어 | 대한민국 표준어 | 고려말 | 고려말         |
| 한글            | 러시아어 표기   | 한글   | 키릴 문자 표기 |
| --------------- | --------------- | ------ | -------------- |
| 집              | чиб             | 디비   | тиби           |
| 되지            | тведжи          | 댜디   | тяди           |
| 가지다          | каджида         | 가디다 | кадида         |
| 편지            | пхёнджи         | 펜디   | пхенди         |
| 간장            | канджанъ        | 간댜이 | кандяй         |

단어의 중간에서 ㄱ(г, нг)는 ㅂ(б)로 발음한다.
| 대한민국 표준어 | 대한민국 표준어 | 고려말 | 고려말         |
| 한글            | 러시아어 표기   | 한글   | 키릴 문자 표기 |
| --------------- | --------------- | ------ | -------------- |
| 자기            | чаги            | 자비   | чаби           |
| 딸기            | ттальги         | 딸비   | ттарби         |

## 형태론
권재일 서울대학교 언어학과 교수는 고려말은 구어와 문어가 따로 있다고 주장했다. 구어와 문어 사이에는 큰 차이가 있으며, 주로 문법에서 차이가 나타났다. 문어는 대부분의 경우 표준어와 같이 표기되므로, 고려말의 특징은 구어에서 찾아볼 수 있다.

### 명사
고려말의 명사 체계는 표준 한국어에 비해 단순화됐다. 두드러지는 특징으로 호격(呼格)을 쓰지 않는다. 소유격은 남아 있지만 거의 쓰지 않는다.

### 동사
고려말도 동사의 끝을 바꿔서 다른 행동들을 나타내며, 다음 두 형태로 나뉜다.
- 1형 :  다(та)를 탈락시킨다(맥다мэкта → 맥мэк)
- 2형 : 어근의 모음에 따라 달라진다(오다ода → 와ва, 댑다тэпта → 대버тэбо)

고려말에도 경어가 있는데, 공손함의 정도를 달리 하기 위해 동사에 특유의 어미를 붙인다.
| 형태             | 긍정문          | 긍정문          | 의문문          | 의문문          | 명령문          | 명령문          | 청유문          | 청유문          | 기본형 '가다(када)'의 변화                                      |
| 형태             | 모음 뒤에 올 때 | 자음 뒤에 올 때 | 모음 뒤에 올 때 | 자음 뒤에 올 때 | 모음 뒤에 올 때 | 자음 뒤에 올 때 | 모음 뒤에 올 때 | 자음 뒤에 올 때 | 기본형 '가다(када)'의 변화                                      |
| ---------------- | --------------- | --------------- | --------------- | --------------- | --------------- | --------------- | --------------- | --------------- | --------------------------------------------------------------- |
| 격식, 두루높임   | 1형 + 구마      | 1형 + 습구마    | 1형 + ㅁ두      | 1형 + 슴두      | 1형 + ㅂ소      | 1형 + 읍소      | 1형 + 겝소      | 1형 + 겝소      | 가구마 (кагума), 감두 (камду), 갑소 (капсо), 가겝소 (кагепсо)   |
| 비격식, 두루높임 | 2형 + 오        | 2형 + 소        | 2형 + 오        | 2형 + 소        | 2형 + 오        | 2형 + 소        | 2형 + 오        | 2형 + 소        | 가오 (као)                                                      |
| 격식, 두루낮춤   | 1형 + ㄴ다      | 1형 + 는다      | 1형 + 냐        | 1형 + 냐        | 2형 + 라        | 2형 + 라        | 1형 + 자        | 1형 + 자        | 간다 (канда), 가냐 (каня), 가거라 (кагора)(искл.), 가자 (каджа) |
| 구어             | 2형             | 2형             | 2형             | 2형             | 2형             | 2형             | 2형             | 2형             | 가 (ка)                                                         |

이외에도 다양한 상태를 나타내는 추가 종결 어미가 있다. 표준어와 비슷한 기능을 하고 비슷한 모양을 갖고 있지만, 표준어보다 그 수가 적다. 긍정문과 의문문으로 나뉜다.
| 긍정문                                                         | 의문문                                                |
| -------------------------------------------------------------- | ----------------------------------------------------- |
| 다, 라, 대, 래, 오/소, 구마, 습니다, 어, 지, 고/구, 거든, 는데 | 을까, 은가, 는가, 은지, 는지, 오/소, 슴두, 어, 지, 고 |

표준어에서 하고 싶다는 표현을 나타낼 때 '~고 + 싶다'라고 나타내는 반면, 고려말에서는 '+ 겝다(кепта)'로 나타낸다.
- 예시 : 김치를 먹고 싶다 → 짐치르 맥겝다(чимчхиры мэккэпта), 집으로 가고 싶은가? → 딥을르 가겝냐?(тибыллы кагэмня?)

과거형을 나타낼 때에는 았(ат), 었(от), 엤(ет)을 쓴다. 였(ёт)은 음운의 변화로 엤(ет)으로 바뀌었다.
- 예시 : 왔습구마(오 + 았 + 습구마, вассыпгума), 갔다(가 + 았 + 다, катта), 대벘소(댑 + 었 + 소, тэбоссо), 생겠어 (생기 + 었 + 어, сэнъкессо)

미래형을 나타낼 때에는 겠(кет)을 쓴다.
- 예시 : 하겠슴두(하 + 겠 + 슴두, хакессымду), 축겠다(축 + 겠 + 다, чхукетта), 있겠지(있 + 겠 + 지, иткетчи)

## 수사
고려말 수사에는 고유어 체계와 한자어 체계가 있다. 로스 킹 브리티시컬럼비아 대학교 한국어문학 교수는 고유어 체계에서는 10의 자리에 특유의 접미사 '던(тон)'을 붙여 나타낸다는 것을 찾았다.
| 수사          | 수사          | 수사            | 수사          |
| 숫자          | 로스 킹(1987) | 김 게르만(2003) | 김필영(2004)  |
| ------------- | ------------- | --------------- | ------------- |
| 1             | 하내          | 하나(хана)      | -             |
| 2             | 두르          | 두리(тури)      | -             |
| 3             | 서            | 세이(сей)       | -             |
| 4             | 너            | 네이(ней)       | -             |
| 5             | 다스          | 다스(тасы)      | -             |
| 6             | 여스          | 에스(есы)       | -             |
| 7             | 일구          | 일구비(иргуби)  | -             |
| 8             | 야드          | 야들비(ядырби)  | -             |
| 9             | 아옵          | 아우비(ауби)    | -             |
| 10            | 여르          | 에리(ери)       | 열            |
| 20            | 두던 / 스므르 | -               | 스믈          |
| 30            | 서던 / 서른   | -               | 서르:이       |
| 40            | 너던 / 마흔   | -               | 마흐:이       |
| 50            | 닷던 / 신     | -               | 시:이         |
| 60            | 여던 / 육십   | -               | 예수:이       |
| 70            | 일굽돈        | -               | 일으:이       |
| 80            | 야듭던        | -               | 여드:이       |
| 90            | -             | -               | 아흐:이       |
| 100           | 백            | -               | 일백          |
| 200           | 양백          | 양뱌기(янгбяги) | 양백          |
| 300           | -             | -               | 삼백          |
| 1,000         | -             | -               | 한천          |
| 2,000         | -             | 양채이(янгчхэй) | 두천          |
| 3,000         | -             | -               | 세천          |
| 10,000        | -             | -               | 열천          |
| 20,000        | -             | -               | 스무천        |
| 100,000       | -             | -               | 일백천        |
| 200,000       | -             | -               | 양백천        |
| 1,000,000     | -             | -               | 한 밀리온     |
| 10,000,000    | -             | -               | 열 밀리온     |
| 100,000,000   | -             | -               | 일백 밀리온   |
| 1,000,000,000 | -             | -               | 한 밀리아르드 |

## 어휘
어휘는 대체로 동북 방언 특유의 어휘가 남아있는 편이나 러시아어로부터 차용된 낱말도 다수 존재한다. 다만 그 중 일부는 육진 방언에도 존재하는 차용어이다.
| 표준 한국어        | 고려말   |
| ------------------ | -------- |
| 고양이             | 고:애    |
| 머리               | 골이     |
| 손님               | 나그네   |
| 연기               | 내구리   |
| 겨울               | 동:삼이  |
| 친구               | 동미     |
| 아주               | 모지리   |
| 무엇               | 무시기   |
| 기차               | 부술기   |
| 화장실             | 분까:이  |
| 여자아이・계집아이 | 색아     |
| 남자아이・사내아이 | 선슨아   |
| 이제는             | 어전     |
| 요즈음             | 이지간에 |
| 된장               | 자:이    |
| 간장               | 지러:이  |
| 처음에             | 첫감에   |
| 찰떡               | 찰:떽이  |

| 표준 한국어 | 고려말     | 러시아어 |
| ----------- | ---------- | -------- |
| 신문        | 가제따     | газета   |
| 넥타이      | 갈쓰뚝     | галстук  |
| 극장        | 떼아트르   | театр    |
| 전차        | 뜨란바이   | трамвай  |
| 상점        | 마가진     | магазин  |
| 자동차      | 마시나     | машина   |
| 시장        | 바자르     | базар    |
| 양동이      | 뵤드로     | Ведро    |
| 구내식당    | 쓰딸로바야 | столовая |
| 책상        | 쓰똘       | стол     |
| 버스        | 압또부스   | автобус  |
| 거리        | 울리짜     | улица    |

| 대한민국 표준어 | 고려말         | 외국어           |
| --------------- | -------------- | ---------------- |
| 잔              | 따깐           | 러시아어 стакан  |
| 러시아인        | 마우자, 마우재 | 한자어 毛子      |
| 성냥            | 비지깨         | 러시아어 спичка  |
| 소포            | 뽀슬개         | 러시아어 посылка |
| 혼혈아          | 자고배         | 한자어 雜交配    |

## 교육
고려말은 학교에서 가르치고 있지 않으며, 고려말로 수업하고 있는 학교도 없다. 카자흐스탄 알마티 주립 대학교 한국어학과에 파견을 간 고송무 교수가 고려말을 가르치려 했으나 성공하지 못했다.

## 예문

### 구술 채록 사례
- 채록[23]

조사자  : 즉금은 국시르 어떻게 해먹슴둥?
제보자 : 즉금으느, 즉금으느 어디 무스[muz] 할 게 잇슴둥? 공리사르 가무 그거 가뜩해 파는데 무스. 그젼에느 무스거 햇는가 예 어떻기 갈그 처서 국시분틀 햇댓스. 국시분틀 해애셔 물으 꿇는 데다가셔르 국시분틀으 물으 꿇는 데다가셔르 이거 젼깃불(졍기뿔)으 기란게 이릏기……그런게 잇습더구마. 물으 데끼는 게. 찻물이랑 끓이대님두? 이릏기 영 죠오꼬마께. 그런 거 잇어. 물으 꿇는 데다 그거 젼깃불으 그거에다 따에다 놓구셔르 그 물이 벌랑벌랑 끓는 데 국시분틀에다 국시르 눌러셔 그래 먹엇습꾸마, 우리. 걔 즉금 와서느 그저 공리사 가무 구 국시 가뜩.

- 해석

조사자 : 지금은 국수를 어떻게 해먹습니까?
제보자 : 지금은, 지금은 어디 뭐 할 게 있습니까? 구판장(購販場)을 가면 그거 잔뜩 갖다 놓고 파는데 뭐. 그전에는 무엇을 했는가 하면 예, 어떻게 가루를 쳐서 국수틀에 했었습니다. 국수틀을 만들어 물이 끓는 데다가 국수틀을 물이 끓는 데다가 이거 전기를 넣어서 이렇게……그런 게 있더군요. 물을 데우는 게. 찻물(茶水)을 끓이지 않습니까? 이렇게 영 조그맣게 만든 거. 그런 거 있어. 물이 끓는 데다 그거 전기를 넣고 거기에다 땅에다 놓고서 그 물이 보글보글 끓는 데 국수틀에다가 국수를 눌러서 그렇게 해 먹었습니다, 우리. 그래 지금 와서는 그저 구판장에 가면 국수가 가득하지.

- 채록[27]

조사자 : 옛날에 제가 한국에서 이렇게 책을 본 건은 시온고 마을이 부자마을이고 잘 산다구 그랬는데.
제보자 : 여어! 잘살기만 하갯소! 그래구두 그 고렷사름덜 잇을 적에느 목하랑 싱궈서 목하 그런 데랑 제때 약이랑두. 이, 이 사름덜으는 도독질하는데느 마셰리(мастер)우. 비료랑 주무 겅게다 아이 치다나, 요맨:안 목하 키이다나 겅게 멫이 달기갯소. 그 비료랑 제때 쳐 이마:이 들어서무 여꺼지 이릏기 올라올 적엔, 목하송치두 이릏기 굵었단 말이. 목하송치두. 그 한손으로 딜이바다 치무 손에 꿈쩍 우뚝우뚝 자. 시장은 목하송치랑 요맨:하이 겅게서 무스거 나오갯소 응?

- 해석

조사자 : 옛날에 제가 한국에서 이렇게 책을 본 바에 의하면 시온고 마을이 부자 마을이고 잘 산다고 그랬는데.
제보자 : 여어! 잘 살기만 했겠소! 그랬을 뿐만 아니라 그 고려사람들 있을 적에는 목화랑 심어서 목화를 그런 데에 심어 제때에 약도 치고 했는데. 이, 이 사람들은 도둑질하는 데는 선수요. 비료랑 주면 거기 목화밭에 안 치다 보니, 요만한 목화 키이고 보니 거기에 목화가 몇이 달리겠소. 그 비료랑 제때 쳐 이만큼 들어서면 여기까지 이렇게 올라올 때엔 목화 송이도 이렇게 굵었단 말이오. 목화송이도. 그 한손으로 냅다 치면 손에 꿈쩍 움직일 정도로 크고 또 우뚝우뚝 자라고. 지금은 목화송이랑 요만하니 거기서 무엇이 나오겠소 응?

### 문학 작품
김종세, 《두 그림자》(1965년)

누군지 속삭이누나

이 깊은 밤에

목청 낮추어 -

하나도 아닌 두 목소리…

개들도 짓기를 그친 밤,

이슬에 젖은 풀밭 위로

옴짝옴짝 거니는 두 그림자.

온종일 로력에서 지쳤으련만

조오름도 안 오구요

피곤도 잊었구요

무엇을 약속함인지…

소근소근 말도 많구나

소근소근 결심도 많고나

달콤한 사랑에 취한 두 그림자.

태장춘, 《둥굴소 어떻게 새끼를 낳는가》(1953년)
(전략)
사냥꾼 : 그것 참 히한한 일입니다.

홍영감 : 머 두 말할 것 있소. 우리 페르마에서는 둥굴 송아지가 새끼를 낳는다오.

사냥꾼 : 무엇이랍니까?

홍영감 : 둥굴 송아지… 다시 말하면 수소가 새끼를 낳는단 말이오.

사냥꾼 : (웃으며) 롱담을 하지 마십시오. 로인이 아마 꿈여낸 것이겠지요.

홍영감 : 나는 꿈여낼 줄 모르오.

사냥꾼 : 그러니 둥굴소가 새끼 낳는 것을 친히 보섯다는 말슴입니까?

홍영감 : 글세… (사냥꾼을 주심히 처다보다가) 가만 있소. 당신이 혹 암행어사나 아니요? 어찌 되여 그리 까긍히 뭇소?

사냥꾼 : 지금 어듸 암행어사가 있습니까? 보시는 바 저는 사냥꾼입니다.

홍영감 : (담바를 두어 모금 피우더니) 우리 조합 책임자 한 분이 젖소 한 마리를 내 소무리에 넣엇다가 작년에 찾아 갓소. 그 후 몇흘이 지나 그 분은 자동차에다가 저기- 저 (가르치며) 검정 둥굴 송아지를 요만침한 것을 실어왓소. 금년 여름에 문서를 가지고 소 찾으러 왓댓는데 그 놈에 문서는 무슨 놈에 독갑의 감투 끈인지, 저 둥굴 송아지 대신에 젖 짜는 얼럭 암소요. 얼럭 암소의 새끼는 저 둥굴 송아지라고 문서해 치부되엇겠지.

(후략)

## 같이 보기
- 한국어족
- 콘체비치 체계
- 한국어의 방언
- 동북 방언

## 참고 문헌
- 김필영, 『소비에트 중앙아시아 고려인 문학사 (1937~1991)』, 강남대학교 출판부, 2004
- 곽충구·김수현, 『중앙아시아 이주 한민족의 언어와 생활 - 카자흐스탄 알마티』, 태학사, 2008
- 곽충구, 『중앙아시아 이주 한민족의 언어와 생활 - 우즈베키스탄 타슈켄트』, 태학사, 2009